# Bulliana
Bulliana is een plaats (frazione) in de Italiaanse gemeente Trivero.